# Conseil supérieur de la prévention des risques technologiques
Le Conseil supérieur de la prévention des risques technologiques (CSPRT) est créé en France en 1976 pour les seules installation classée pour la protection de l'environnement (ICPE). Il a ensuite vu ses compétences élargies en 2011.  C'est un organe consultatif qui assiste les ministres chargés des installations classées pour la protection de l'environnement, de la sûreté nucléaire et de la sécurité industrielle.

## Historique
La volonté de connaître et de réduire les risques technologiques date de plusieurs décennies. Le Conseil supérieur des installations classées (CSIC) a été créé en 1976. 
En 1989, sous le gouvernement de Michel Rocard est créé un Collège de la prévention des risques technologiques (CPRT)  institution  indépendante et à vocation interministérielle,  pour mission de favoriser l'accès de la société civile à l'information concernant les risques industriels, et d'alerter les instances ministérielles sur les mesures à prendre pour les réduire. Cette instance est supprimée en 1996.  
En 2010, dans un but de simplification et de  rationalisation il est décidé,  de réunir plusieurs commissions existantes au sein du Conseil supérieur des installations classées et d'en modifier le nom.   Un décret du 27 juillet 2010  supprime la Commission consultative des installations nucléaires de base, et un décret du 20 janvier 2011 supprime la Commission de sécurité du transport, de la distribution et de l'utilisation du gaz.  
Le décret du 14 décembre 2011 modifie les compétences et les compositions de la commission pour tenir compte du fait qu'il s'ajoute aux installations classées  les  installations nucléaires de base, les  canalisations de transport de gaz, d'hydrocarbures et de produits chimiques, les  canalisations de distribution de gaz.

## Compétences
Le Conseil supérieur donne son avis  sur les projets de décrets  relatifs à la transparence et à la sécurité en matière nucléaire. Il étudie tout projet de réglementation ou toute question relative aux installations classées pour la protection de l'environnement, aux installations nucléaires de base, aux canalisations de transport de gaz, d'hydrocarbures et de produits chimiques, aux canalisations de distribution de gaz ainsi qu'à la sécurité des installations d'utilisation des gaz combustibles.
Ses avis sont publiés et contribuent aux débats publics sur ces questions

## Composition et fonctionnement
La composition et le fonctionnement du Conseil supérieur de la prévention des risques technologiques sont fixés par les articles D. 510-2 à D. 510-6 du code de l’environnement.
Le Conseil supérieur  est composé  de 45 membres :  8 membres de droit représentant des administrations de l'Etat ; 7 personnalités choisies en raison de leurs compétences ;  7 représentants des intérêts des exploitants des installations ; 7 personnes chargées ou ayant été chargées des contrôles des installations ; 7 représentants du monde associatif ;  4 représentants des collectivités territoriales et  5 représentants des salariés des installations.
Le président et le vice-président du Conseil  sont nommés par arrêté du ministre chargé de l'environnement parmi les membres du conseil. Jacques Vernier est reconduit président du Conseil par arrêté du 7 mai 2018. Dans un entretien le président estime que "le CSPRT est un lieu d’échanges en direct, qui permet l’élaboration en « live » de la réglementation, à l’instar d’un véritable parlement, et non pas un « nième » comité consultatif".
Le secrétaire général est nommé par arrêté du ministre chargé de l'environnement parmi les membres de la direction ou de la direction générale chargée de la prévention des risques au ministère chargé de l'environnement. Il a voix consultative.